# يو إس إيه توداي
يو إس إيه توداي (بالإنجليزية: USA Today)‏ هي صحيفة يومية أمريكية تأسست في عام 1982 من قبل نيوهارث ألين ونشرتها مؤسسة غانيت. وتعد الصحيفة الأكثر انتشاراً في الولايات المتحدة، إذ بيع منها ما يزيد عن 2.25 مليون نسخة يومياً في عام 2007 و1.8 مليون نسخة في 2010.
ويقع مقرها بمقاطعة كولومبيا في واشنطن، وتم نشر العدد الأول منها في 15 سبتمبر 1982. كان محررها - جون زايغنثالر.

## تصميم وتنسيق

USA Today 2012logo

## قسم الافتتاحية
يحرر قسم الآراء إفتتاحية الجريدة من مختلف الأعمدة التي تخص الكتاب الضيوف وأعضاء مجلس المساهمين، والرسائل إلى المحرر، ورسوم الكاريكاتير.
تمتاز صفحة الإفتتاحية في جريدة «أمريكا اليوم» بميزة تحرير فريدة وهي نشر وجهات النظر المعارضة لوجهات نظر هيئة التحرير جنباً إلى جنب، حول «موضوع اليوم» التي تعرض وجهة نظر معارضة من قبل الكاتب الضيف، غالباً ما يكون خبيراً في مجال الموضوع المناقش.